# Тейлор, Питер (географ)
Питер Тейлор (англ. Peter James Taylor, род. 21 ноября 1944, Хартфордшир) — британский географ и политолог. Родился в Калвертоне, в Ноттингемшире. С 1970 по 1996 год был профессором политической географии в Университете Ньюкасл-апон-Тайн, а затем перешёл в Университет Лафборо в качестве профессора географии. Он является одним из основателей и редактором журнала Political Geography, а также основателем и директором Globalization and World Cities Research Network и автором более 300 публикаций, из которых более 60 были переведены на другие языки. В сентябре 2010 года он стал профессором географии в Нортумбрийском университете.
В 2004 году Тейлор был избран членом Британской академии (FBA), национальной академии Соединённого Королевства.

## Публикации
- International Handbook of Globalization and World Cities (2011)
- Political Geography: World-Economy, Nation-State, Locality (2011)
- Global Urban Analysis: a Survey of Cities in Globalization (2010)
- Cities in Globalization (2006)
- World City Network: a Global Urban Analysis (2004)
- Modernities: a Geohistorical Introduction (1999)
- The Way the Modern World Works: from World Hegemony to World Impasse (1996)